# 富士電視台週六連續劇
富士電視台週六晚間十一點連續劇系列（土曜ドラマ），簡稱「土曜劇場」，是日本富士電視台於每星期六晚間11時10分至11時55分（日本時間）播出的電視連續劇檔次，於2007年4月14日起開始播出，但由於收視率不佳，該戲劇時段在2009年第三季播出《粉紅系男孩〜夏〜》後停播，改為播出美國電視劇終結者外傳，播完此劇之後改為播放綜藝節目。由2012年第二季開始，配合富士電視台改革，原有的綜藝節目Picaru的定理撤出此時段，再次改為播放連續劇六劇時段。

## 平均十大收視率排行
| 排名 | 劇集名                   | 播出年份 | 收視率 | 備注   |
| ---- | ------------------------ | -------- | ------ | ------ |
| 1    | SP                       | 2007年   | 15.35% |        |
| 2    | Flight Panic             | 2007年   | 12.60% | 共一回 |
| 3    | Life                     | 2007年   | 12.16% |        |
| 4    | 詐欺遊戲                 | 2007年   | 11.86% |        |
| 5    | 人生補時                 | 2008年   | 10.50% |        |
| 6    | 33分探偵                 | 2008年   | 9.19%  |        |
| 7    | 被迫歸來的33分鐘偵探     | 2009年   | 8.55%  |        |
| 8    | 紅綫                     | 2008年   | 8.52%  |        |
| 9    | 81diver                  | 2008年   | 8.45%  |        |
| 10   | Chance！～她成功的理由～ | 2009年   | 8.40％ | 共兩回 |

## 最高十大收視率排行
| 排名 | 劇集名 | 播出年份 | 集數       | 收視率 |
| ---- | ------ | -------- | ---------- | ------ |
| 1    | SP     | 2007年   | 11(最終回) | 18.9%  |
| 2    | SP     | 2007年   | 2          | 17.6%  |
| 3    | Life   | 2007年   | 11(最終回) | 17.4%  |
| 4    | SP     | 2007年   | 10         | 16.6%  |
| 5    | SP     | 2007年   | 4          | 15.7%  |
| 6    | SP     | 2007年   | 7          | 15.5%  |
| 7    | SP     | 2007年   | 3          | 15.2%  |
| 8    | SP     | 2007年   | 6          | 14.6%  |
| 9    | SP     | 2007年   | 1(初回)    | 14.5%  |
| 10   | Life   | 2007年   | 9、10      | 14.2%  |

## 作品列表

### 2000年代

#### 2007年
- 4月14日－6月23日（11回）：詐欺遊戲 (LIAR GAME) (網頁)
- 出演：戶田惠梨香、松田翔太等
- 平均收視率：11.86%

- 6月30日－9月15日（11回）：Life (ライフ) (網頁)
- 出演：北乃紀伊、福田沙紀、細田善彥、北条隆博等
- 主題曲：中島美嘉 「LIFE」
- 平均收視率：12.16%

- 10月20日（1回）：Flight Panic (Flight Panic（日语：フライトパニック）) (網頁)
- 出演：岡田義德、關惠美、木村了、泉谷茂等
- 收視率：12.6%
- 備註：特別篇，延遲10分鐘播放

- 11月3日－2008年1月26日（11回）：SP (SP 警視庁警備部警護課第四係（日语：SP (テレビドラマ)）) (網頁)
- 出演：岡田准一、堤真一、真木陽子等
- 主題曲：V6 「way of life」
- 平均收視率：15.35%

#### 2008年
- 2月2日－4月5日（11回）：人生補時 (ロス:タイム:ライフ) (網頁)
- 出演：瑛太、小山慶一郎、友近、上野樹里等
- 主題曲：主：ORANGE RANGE 「君station」
- 平均收視率：10.50%

- 5月3日－7月19日（11回）：81diver (ハチワンダイバー) (網頁)
- 出演：溝端淳平、仲里依紗、安田美沙子、三明治人等
- 主題曲：新垣結衣 「Make my day」
- 平均收視率：8.45%

- 8月2日－9月27日（9回）：33分偵探 (33分探偵（日语：33分探偵#33.E5.88.86.E6.8E.A2.E5.81.B5）) (網頁[永久])
- 出演：堂本剛、水川麻美、高橋克實、戶次重幸等
- 主題曲：KinKi Kids 「Secret Code」
- 平均收視率：9.19%

- 10月4日－11月29日（9回）：Room Of King (Room Of King) (網頁)
- 出演：水嶋宏、鈴木杏、井川遙、板尾創路等
- 主題曲：キマグレン 「愛NEED」
- 平均收視率：7.22%

#### 2009年
- 2008年12月6日－2月28日（11回）：紅綫 (赤い糸) (網頁)
- 出演：南澤奈央、溝端淳平、木村了、岡本玲等
- 主題曲：HY 「366日」
- 插曲：lego big mor 「Ray」
- 平均收視率：8.52%
- 備註：08年12月27日、09年1月3日暫停播放

- 3月7日－3月14日（2回）：Chance！～她成功的理由～ (チャンス!〜彼女が成功した理由〜) (網頁)
- 出演：堀北真希、劇團一人、成海璃子、黑木美沙等
- 平均收視率：8.4%
- 備註：特別篇，加長至24:10

- 3月21日（1回）：歸來了嗎？33分鐘偵探 (帰ってくるのか!? 33分探偵（日语：33分探偵#.E5.B8.B0.E3.81.A3.E3.81.A6.E3.81.8F.E3.82.8B.E3.81.AE.E3.81.8B.21.3F 33.E5.88.86.E6.8E.A2.E5.81.B5）) (網頁[永久])
- 出演：前田旺志郎、小野花梨、石井毅、林凌雅等
- 主題曲：KinKi Kids 「Secret Code」
- 收視率：6.3%
- 備註：特別篇，延遲20分鐘播放

- 3月28日－4月18日（4回）：被迫歸來的33分鐘偵探 (帰ってこさせられた33分探偵) (網頁[永久])
- 出演：堂本剛、水川麻美、高橋克實、戶次重幸等
- 主題曲：KinKi Kids 「Secret Code」
- 平均收視率：8.55%
- 備註：首、次集分別延遲15和10分鐘播放

- 4月25日－7月11日（10回）：魔女裁判 (魔女裁判（日语：魔女裁判 (テレビドラマ)）) (網頁)
- 出演：生田斗真、加藤愛、比嘉愛未、末永遙等
- 主題曲：福山雅治 「化身」
- 平均收視率：7.34%
- 備註：16/5、20/6暫停播放，第四集和第十集分別延遲15和20分鐘播放

- 8月1日－9月26日（8回）：粉紅系男孩〜夏〜 (オトメン（乙男）) (網頁)
- 出演：岡田將生、夏帆、木村了、佐野和真、瀨戶康史等
- 主題曲：柴崎幸 「ラバソー 〜lover soul〜」
- 平均收視率：6.26%
- 備註：29/8暫停播放，第二集和第三集分別延遲50分鐘和20分鐘播放

## 外部連結
- 富士電視台電視連續劇（页面存档备份，存于）

| 富士電視台 星期六23:10 - 23:55（2007年4月 - 2010年5月） | 富士電視台 星期六23:10 - 23:55（2007年4月 - 2010年5月） | 富士電視台 星期六23:10 - 23:55（2007年4月 - 2010年5月） |
| ------------------------------------------------------- | ------------------------------------------------------- | ------------------------------------------------------- |
|                                                         | 富士電視台週六晚間十一點連續劇                          |                                                         |
| カワズ君の検索生活 ※23:00 - 24:00                       | 〜あらゆる世界を見学せよ〜潜入!リアルスコープ           |                                                         |